# 曙川東
曙川東（あけがわひがし）は、大阪府八尾市の地名。現行行政地名は曙川東一丁目から曙川東八丁目。住居表示は未実施。

## 歴史
令制国一覧 > 畿内 > 河内国 > 若江郡 > 柏村新田

令制国一覧 > 畿内 > 河内国 > 志紀郡 > 二俣新田ほか
宝永元年（1704年）の大和川付け替え後の新田開発により創生された地域である。現在の1,2丁目全域、4丁目北側が柏村新田、4丁目南側と3,5 - 8丁目が二俣新田の範囲。
町名地番改正により大字柏村の大阪外環状線より南側と大字二俣の北側の大半が整理統合されて曙川東となる。

## 地理
近鉄恩智駅付近より南側の玉串川の上流沿岸の地域で南北に細長い。天井川の旧河川敷だったため周囲より標高が若干高い。概ね住宅地化されている。

## 世帯数と人口
2020年（令和2年）3月31日現在（八尾市発表）の世帯数と人口は以下の通りである。
| 丁目         | 世帯数  | 人口    |
| ------------ | ------- | ------- |
| 曙川東一丁目 | 50世帯  | 77人    |
| 曙川東二丁目 | 33世帯  | 72人    |
| 曙川東三丁目 | 132世帯 | 352人   |
| 曙川東四丁目 | 205世帯 | 403人   |
| 曙川東五丁目 | 123世帯 | 308人   |
| 曙川東六丁目 | 112世帯 | 246人   |
| 曙川東七丁目 | 92世帯  | 275人   |
| 曙川東八丁目 | 139世帯 | 304人   |
| 計           | 886世帯 | 2,037人 |

### 人口の変遷
国勢調査による人口の推移。
| 2000年（平成12年） | 1,738人 | [ 5 ] |  |
| 2005年（平成17年） | 1,711人 | [ 6 ] |  |
| 2010年（平成22年） | 1,782人 | [ 7 ] |  |
| 2015年（平成27年） | 1,746人 | [ 8 ] |  |

### 世帯数の変遷
国勢調査による世帯数の推移。
| 2000年（平成12年） | 610世帯 | [ 5 ] |  |
| 2005年（平成17年） | 638世帯 | [ 6 ] |  |
| 2010年（平成22年） | 677世帯 | [ 7 ] |  |
| 2015年（平成27年） | 672世帯 | [ 8 ] |  |

## 学区
市立小・中学校に通う場合、学区は以下の通りとなる（2020年5月時点）。
| 丁目         | 番・番地等 | 小学校               | 中学校               |
| ------------ | ---------- | -------------------- | -------------------- |
| 曙川東一丁目 | 全域       | 八尾市立曙川東小学校 | 八尾市立曙川南中学校 |
| 曙川東二丁目 | 全域       | 八尾市立曙川東小学校 | 八尾市立曙川南中学校 |
| 曙川東三丁目 | 全域       | 八尾市立曙川東小学校 | 八尾市立曙川南中学校 |
| 曙川東四丁目 | 全域       | 八尾市立曙川東小学校 | 八尾市立曙川南中学校 |
| 曙川東五丁目 | 全域       | 八尾市立曙川東小学校 | 八尾市立曙川南中学校 |
| 曙川東六丁目 | 全域       | 八尾市立曙川東小学校 | 八尾市立曙川南中学校 |
| 曙川東七丁目 | 全域       | 八尾市立曙川東小学校 | 八尾市立曙川南中学校 |
| 曙川東八丁目 | 全域       | 八尾市立曙川東小学校 | 八尾市立曙川南中学校 |

## 事業所
2016年（平成28年）現在の経済センサス調査による事業所数と従業員数は以下の通りである。
| 丁目                 | 事業所数 | 従業員数 |
| -------------------- | -------- | -------- |
| 曙川東一丁目         | 13事業所 | 73人     |
| 曙川東二丁目・三丁目 | 7事業所  | 14人     |
| 曙川東四丁目〜六丁目 | 4事業所  | 9人      |
| 曙川東七丁目         | 2事業所  | 34人     |
| 計                   | 26事業所 | 130人    |

## 交通

### 主要道路
- 国道170号大阪外環状線（柏村交差点）
- 大阪府道15号八尾茨木線

### 鉄道
- 1 - 4丁目あたりは近鉄恩智駅の徒歩圏（1丁目は恩智駅すぐそば）、8丁目あたりはJR志紀駅のほうが近い。

## その他

### 日本郵便
- 郵便番号 : 581-0020[2]（集配局：八尾郵便局[11]）。